# Hermann Krone

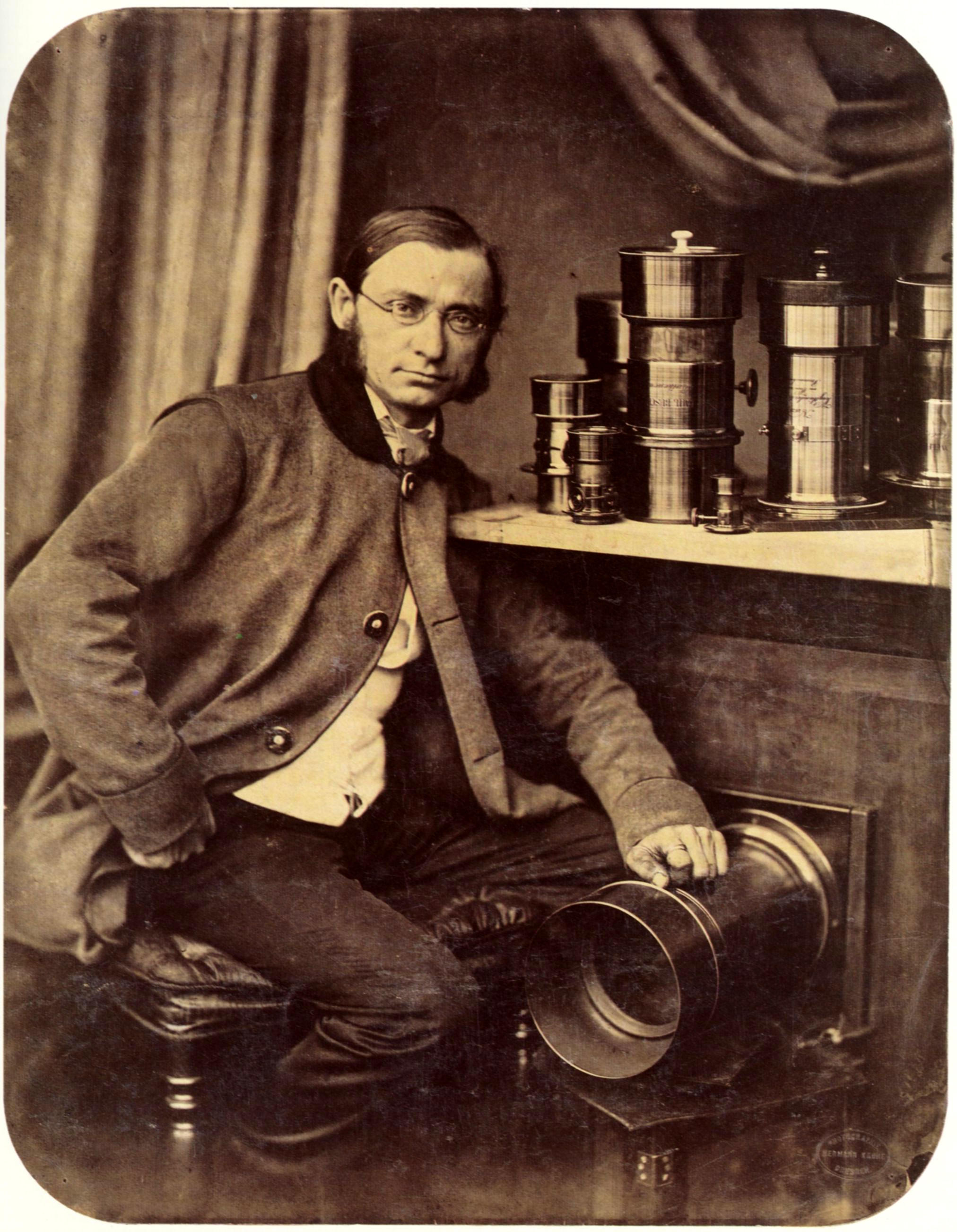
Hermann Krone, 1858.

Hermann Krone, född 14 september 1827 i Breslau, död 17 september 1916 i Laubegast vid Dresden, var en tysk fotograf och fotokemist. 
Krone etablerade sig efter studier vid universitetet i Breslau och konstakademien i Dresden 1851 som daguerrotypist i Leipzig och inrättade en fotografisk ateljé och läroanstalt i Dresden. År 1870 blev han lärare i fotografi vid dåvarande Polytechnikum, sedermera Tekniska högskolan, i Dresden och blev 1895 professor där.